# Pavel Christoforovič Grabbe
Il conte Pavel Christoforovič Grabbe in russo Павел Христофорович Граббе? (Kexholm, 2 dicembre 1789 – Timčicha, 15 luglio 1875) è stato un generale russo.
Fu il principale artefice ed organizzatore delle operazioni della guerra caucasica contro i ribelli di Imam Shamil a partire dal 1838 e guidò i suoi uomini alla conquista dell'inespugnabile fortezza di Achul'go, azione per la quale venne largamente celebrato. Nel 1862-1866 fu atamano dei cosacchi del Don e divenne quindi membro del consiglio di stato. Due dei suoi figli, come lui militari, caddero sul campo.

## Biografia

### I primi anni

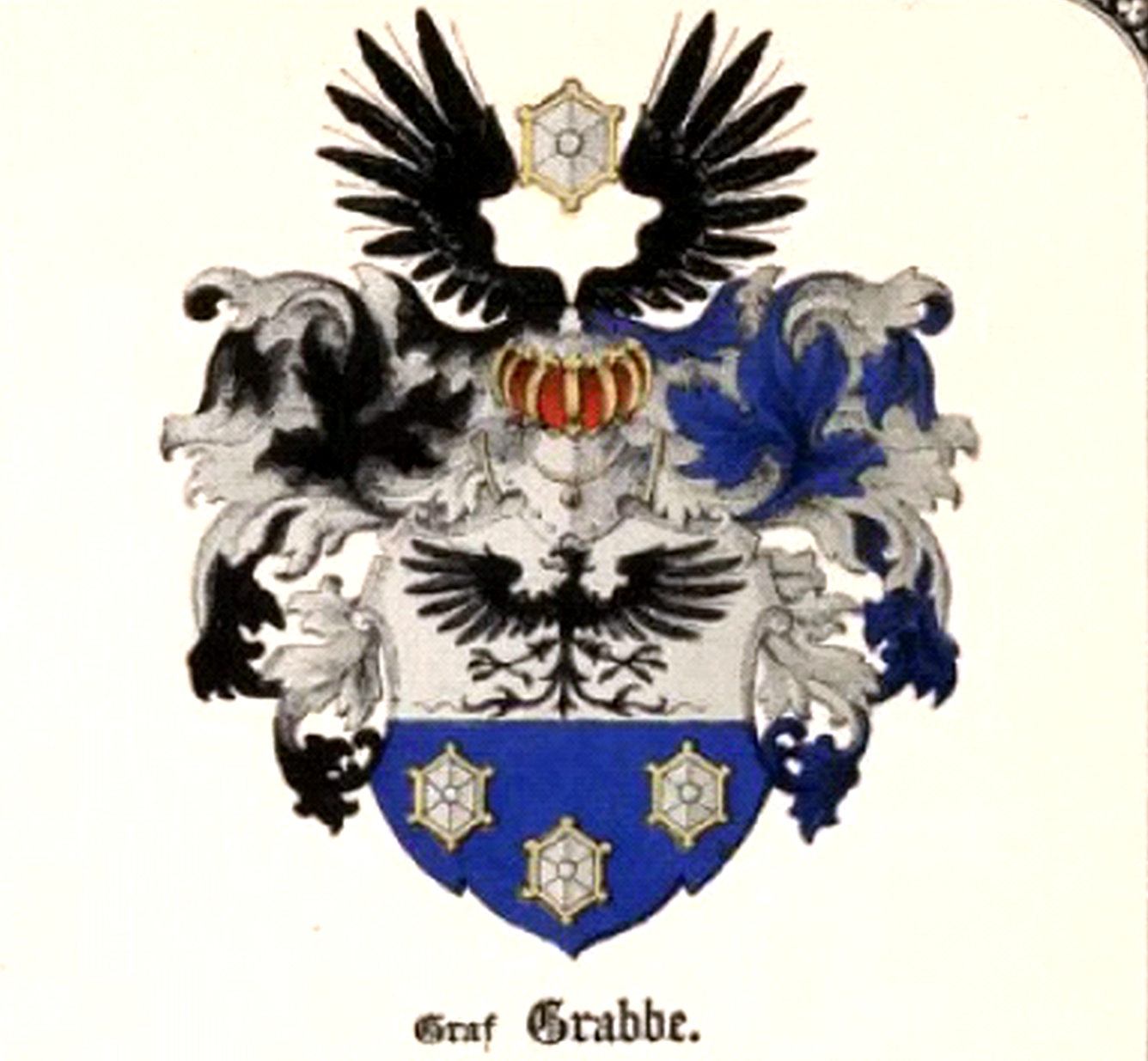
Stemma della famiglia Grabbe

Grabbe nacque il 2 dicembre 1789 a Kexholm, sul lago Ladoga, dove il padre di Christoph Valentin Grabbe (di origini baltico-tedesche) ricopriva la posizione di consigliere titolare della città nonché di sottotenente di un reggimento di granatieri. A quattro anni, dopo la morte del genitore, sua madre Justina Regina Hauser (originaria di Tartu), si risposò col generale Stepan Danilovič Migulin e trasferì l'intera famiglia a San Pietroburgo.
Dal 1794 Pavel venne integrato nel corpo dei cadetti dove anche suo fratello Karl era studente. Alla morte del patrigno venne presentato alla zarina Maria Feodorovna che si impegnò attivamente perché fosse garantito a lui e ai suoi fratelli e sorelle un futuro dignitoso in mancanza di un sostentamento stabile.

### Le guerre napoleoniche
Anche per le esigenze di mantenimento della famiglia, il 5 settembre 1805 Grabbe lasciò gli studi e si arruolò come sottotenente del 2º reggimento di artiglieria russo, e venne inviato al fronte in Moravia contro le truppe francesi di Napoleone. Giunto a Varsavia, Grabbe fu assegnato alla compagnia di Čujkevič, parte della colonna guidata dal generale Essen, con la quale passò poi in Ungheria. Il 14 dicembre 1806 Grabbe ebbe il suo battesimo del fuoco nella battaglia di Golymin, durante la quale fu quasi sul punto di venire catturato, avendo perso il suo cavallo nel corso dei combattimenti. Sei settimane dopo, il 27 gennaio, Pavel prese parte alla battaglia di Eylau, ricevendo le prime onorificenze. Come comandante di compagnia, prese parte l'anno successivo alle battaglie di Guttstadt, Heilsberg e Friedland.
Dopo la conclusione della pace di Tilsit, Pavel Grabbe tornò a San Pietroburgo dove rimase sino al 1808, venendo poi dislocato nuovamente in Polonia, al confine coi territori austriaci. Il 28 settembre 1808 fu promosso tenente. Visse a Cracovia e ottenne il ruolo di aiutante del generale Aleksej Petrovič Ermolov. Nel 1810, da eccellente ufficiale qual era, ottenne dal ministro della guerra Barclay de Tolly di svolgere l'attività di addetto militare presso l'ambasciata russa a Monaco di Baviera, dove rimase sino al 1811. Durante il suo soggiorno all'estero, Grabbe instaurò rapporti con i più famosi scienziati dell'epoca, tra cui il noto barone Schelling, col quale manterrà sempre una stretta corrispondenza. Nel 1812 venne trasferito a Berlino, venendo poi spostato a San Pietroburgo con un messaggio segreto dall'ambasciatore berlinese, il barone Lieven, per il ministro della guerra russo. Fu poi nominato aiutante del generale Barclay de Tolly.
Prima della riapertura delle ostilità con la Francia, lo stesso ministro inviò Grabbe come addetto militare presso l'esercito francese, col compito di studiarne segretamente le posizioni e le forze in campo. Pavel portò a compimento questo compito rischioso ed ottenne di riferire direttamente allo zar Alessandro I di Russia le sue osservazioni. Con l'inizio della guerra aperta, Grabbe prese parte alla battaglia di Smolensk, ricevendo ulteriori segni di distinzione per aver saputo mantenere in ordine l'armata durante la dispersione. Come aiutante del generale Ermolov e poi del generale Miloradovič, Grabbe prese parte a tutti gli scontri più significativi della campagna di Russia di Napoleone, inclusa la battaglia di Vitebsk, quella di Borodino, quella di Tarutino, quella di Malojaroslavec (dopo la quale venne promosso capitano), Vjaz'ma e Krasny. Con la ritirata di Napoleone, Grabbe venne inviato a Valmodena e partecipò ad alcune incursioni oltre confine. Nel 1814 prese parte alla campagna militare in Francia al seguito dell'esercito russo.

### L'Unione della Salvezza e i legami coi Decabristi
Al ritorno in patria nel 1815, si recò a Mosca; il 10 dicembre 1816 Grabbe venne promosso colonnello e venne nominato comandante del reggimento degli ussari di Lubenskij a Jaroslavl'. In questo periodo strinse i rapporti con i decabristi e con i membri dell'Unione della Salvezza, finendo per divenirne uno dei più ardenti sostenitori, pur opponendosi all'idea di un colpo di stato violento. Quando nel 1818 la società diede alle stampe il proprio statuto (il cosiddetto "Libro Verde"), Grabbe decise di aderire a tutti gli effetti alla società, ma fu licenziato dal comando del suo reggimento "per evidente inosservanza dell'ordine di servizio militare", pur ottenendo il permesso di continuare a rimanere di stanza a Jaroslavl'.
Dopo che l'Unione venne sciolta, Grabbe interruppe completamente la propria attività in quella direzione e non partecipò alla congiura del 14 dicembre 1825. Arrestato comunque nel 1825 per i suoi contatti con i Decabristi, Grabbe, che a quel tempo prestava servizio nel reggimento di cacciatori a cavallo Severskij, non venne condannato dalla Corte Suprema, ma trascorse comunque quattro mesi di prigionia nella fortezza di Dinaminda.

### La guerra russo-turca

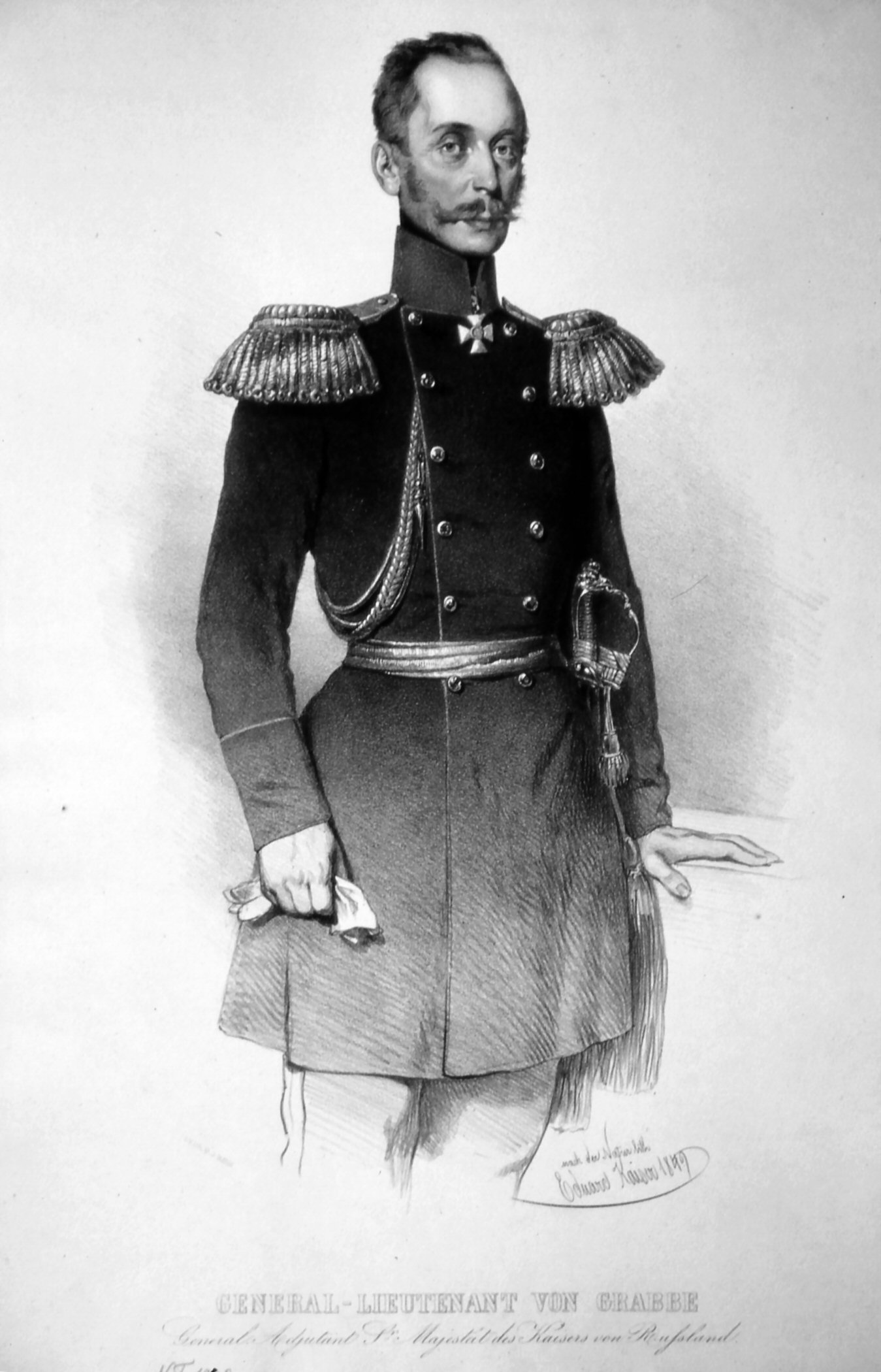
Il generale Grabbe in una litografia d'epoca

Dopo essere rimasto inattivo per qualche tempo, Grabbe nel 1827 venne trasferito al reggimento cacciatori di Derpt e poco dopo al reggimento dei dragoni Novorossijsk. Con l'apertura della campagna militare contro i turchi, Grabbe con il suo reggimento venne assegnato alle truppe d'avanguardia del generale Gejsmar, di stanza in Valacchia; qui, con l'incarico di capo di stato maggiore e al tempo stesso comandando l'avanguardia e la cavalleria del distaccamento, partecipò a molte brillanti azioni contro i turchi. Fu per questo insignito del grado di maggiore generale il 19 giugno 1829, per essersi distinto durante l'assalto a Rachiv; poi prese parte alla battaglia di Băilești e alla battaglia di Cibăr, che gli valsero anche una spada d'oro al coraggio. In questa campagna, durante l'assedio di Rachiv in Bulgaria nel 1829, al comando di un battaglione di cacciatori, Grabbe fu il primo ad attraversare il Danubio, scacciando i turchi dalle loro posizioni ed occupando la cittadella, e venendo ferito da un proiettile alla gamba. Malgrado la ferita dopo alcuni giorni prese parte ad un nuovo raid contro la cavalleria turca.

### La campagna in Polonia
All'inizio del 1830 Grabbe fece ritorno in Russia, trascorse un po' di tempo in Bessarabia ed il 13 aprile si risposò con una ragazza locale. Dal suo primo matrimonio con Skoropadskaja era nato un figlio, Nikolaj, morto ad appena un anno di età. Con l'inizio della guerra contro i ribelli polacchi, il 14 marzo 1831 il maggiore generale Grabbe venne incaricato del ruolo di capo di stato maggiore del I corpo d'armata di fanteria e partecipò agli scontri di Minsk e Kałuszyn, dove venne ferito ad una coscia. Prese parte quindi all'assedio di Varsavia e alla battaglia di Ostrołęka.

### La guerra del Caucaso
Alla fine delle ostilità in Polonia, il 6 dicembre 1831, Grabbe venne nominato comandante della 2ª divisione di dragoni e il 26 settembre 1834 gli venne conferita la II classe dell'Ordine di San Vladimiro.
Nel 1835 venne congedato per un anno per curarsi nel Caucaso con le acque termali locali, ed il 18 aprile 1837 venne promosso al grado di tenente generale. Il 18 aprile 1838 ottenne il comando delle truppe impegnate nel Caucaso e nella regione del Mar Nero. Nel 1839 i russi iniziarono una serie di operazioni contro l'Imam Shamil che si opponeva al loro governo nel Caucaso, sollevando la popolazione, e Pavel ottenne il comando delle truppe russe di stanza nel Daghestan settentrionale e in Cecenia. Date le condizioni speciali di questa guerra, al distaccamento russo in Cecenia venne assegnato solo l'obbiettivo generale da raggiungere, ma a tutto dovette provvedere Grabbe in persona, dai mezzi alla distribuzione delle forze, sino alla scelta dei percorsi da intraprendere secondo il terreno. Grabbe preparò i suoi uomini per la mobilitazione generale entro il 1º maggio di quell'anno. Disponeva sotto il proprio comando di 10 battaglioni, 500 cosacchi, 6 cannoni leggeri, 8 cannoni da montagna e 4 pezzi d'artiglieria cosacchi.
Per sedare la rivolta, Grabbe decise di volgersi a sconfiggere Tašav-Chadži Ėndireevskij, un alleato di Shamil, per poi muovere contro lo stesso Shamil. Prima della partenza dei suoi uomini, tenne un discorso nel quale vietò loro categoricamente di uccidere donne o bambini nel corso della campagna militare pena punizioni esemplari, esprimendo nel contempo fiducia nei confronti dell'armata russa. I preparativi di Grabbe furono così ben studiati che Ėndireevskij venne colto nel sonno nella fortezza dove teneva il proprio quartier generale. Per ordine di Grabbe, la fortezza venne incendiata, mettendo i suoi nemici in fuga negli altipiani circostanti. La posizione ad ogni modo era favorevole ai ceceni che rimanevano nascosti nella densa foresta circostante attaccando gli uomini di Grabbe che popolavano invece la pianura sottostante. Per costringere il nemico all'uscita dalle proprie posizioni, il generale si risolse dunque ad utilizzare la cavalleria a sua disposizione, riuscendo a vincere il conflitto a fuoco. Radunò i suoi uomini a Balance, nei pressi di Ichkerian. Il giorno successivo, l'11 maggio, Grabbe entrò a Ichkerian mettendo a fuoco tutti villaggi che attraversava. Il giorno successivo inflisse una nuova pesante sconfitta alle forze di Tashav-Khadji Endireevsky sugli altipiani della regione. Eseguita con successo anche l'ultima parte del suo piano, ordinò alle truppe di tornare alla fortezza di Vnepaja e di ripiegare quindi contro la roccaforte di Shamil, posta presso la città fortificata di Achul'go.

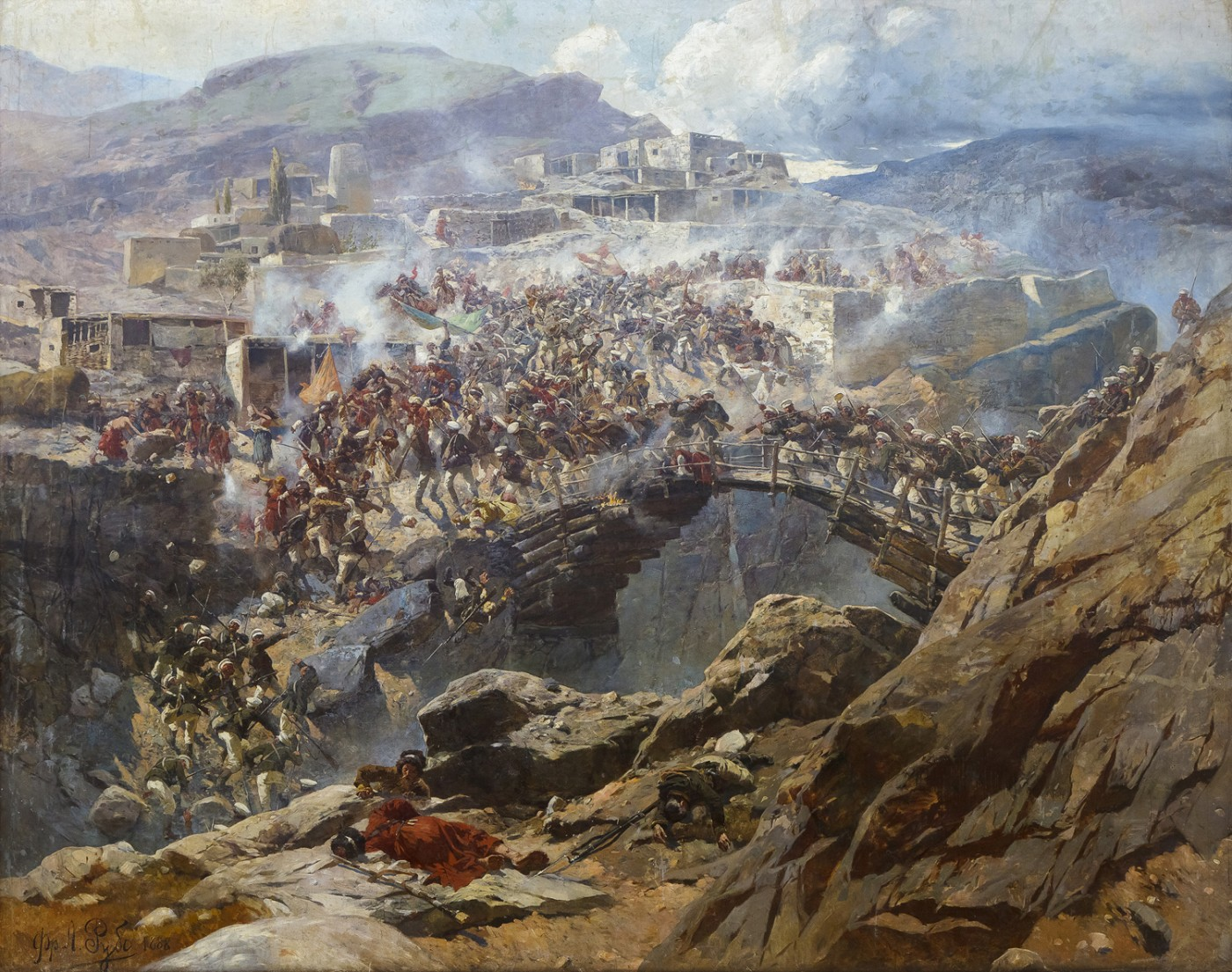
L'assedio di Akhulgo in un dipinto di Franz Roubaud del 1888

La città era stata pesantemente fortificata dai ceceni e Grabbe sapeva di dover condurre i suoi uomini in un territorio a loro fortemente ostile e che conoscevano poco, senza la collaborazione dei locali. Grabbe si rese conto che per avere il controllo dell'area avrebbe dovuto non solo sconfiggere Shamil e i suoi uomini, ma anche tutte le tribù di montagna che avrebbe incontrato lungo il percorso sino ad Achul'go, così da privare l'imam di ulteriori appoggi esterni. La prima battaglia di questa nuova campagna militare venne combattuta nei pressi del villaggio di Tarengul, dove 4000 uomini di Shamil si scontrarono con i russi. Dividendo in due colonne il proprio esercito, Grabbe riuscì a circondare il nemico e, dopo un audace assalto, riuscì a mettere in fuga i suoi nemici. Successivamente, si scontrò con i rivoltosi presso la fortezza di Arguan dove Shamil aveva radunato 16.000 combattenti. Circondato il villaggio con i suoi uomini, Grabbe cercò di sparare sul nemico ma senza successo e pertanto ripiegò sulle alture circostanti, inducendo il nemico a credere in una ritirata strategica. I combattimenti proseguirono per tutto il 30 maggio ed i seguaci di Shamil vennero quasi completamente sterminati. La fortezza locale venne catturata dai russi, anche se con gravi danni. La cattura di questo snodo fondamentale nella guerra, diede mano libera ai russi per poter agire nell'intera regione.
Continuando la sua marcia vittoriosa attraverso il Caucaso, Grabbe guidò le sue truppe alla fortezza di Achul'go, la roccaforte dove si trovava il quartiere generale di Shamil. Il blocco della fortezza iniziò il 12 giugno. Il villaggio di Achul'go occupava due enormi scogliere d'altipiano, separate tra loro da una gola scavata dal torrente Ašil'ta, entrambe le scogliere formavano insieme una penisola, circondata su tre lati dal fiume Andijskoe Kojsu. L'esercito di Shamil era composto da 4000 soldati, tra cui i più fidati murid. Il blocco della fortezza si trascinò sia perché le forze di Grabbe non erano ancora completamente disposte attorno ad Achul'go, sia perché faticavano a trovare un accesso a questa fortezza. Allo stesso tempo, Achtverdy-Magoma, un alleato di Shamil, radunò i suoi uomini presso le alture sopra Ašil'ta, nei pressi di Achul'go, col fine di impedire all'esercito di Grabbe di continuare col proprio blocco. Grabbe riuscì a condurre i propri uomini e a disperdere il nemico, dirigendosi contro Achul'go, ed inviando una parte del proprio esercito contro l'area di Surchaeva, dove si trovava il grosso delle forze di Shamil. Il 4 luglio, la fortezza di Surchaev venne conquistata dopo una disperata resistenza da parte dei murid. Il 16 luglio, Grabbe decise di iniziare l'assalto e divise la propria armata in tre colonne. Una di queste, al comando del colonnello barone Vrangel', venne incaricata dell'assalto della parte nuova della città di Achul'go, la seconda, al comando del colonnello Popov, attaccò la parte vecchia della città ed infine la terza colonna, al comando del maggiore Terasevič, ricevette l'ordine di precipitarsi lungo il letto del torrente Ašil'ta, nel mezzo, con l'intento di distogliere l'attenzione del nemico. Grabbe prese inoltre la decisione di costruire un ponte sul fiume Andijskoe Kojsu per privare Shamil delle linee di comunicazione lungo il fiume e per circondare la sua fortificazione anche da questo lato coi suoi uomini. Il 4 agosto il ponte poté dirsi pronto e la fortezza si trovò isolata. Allora Grabbe ordinò ai genieri al suo seguito di costruire una galleria per facilitare alle truppe la salita e la discesa delle montagne; l'escavazione, ad ogni modo, avanzava molto lentamente a causa dei continui attacchi dei guerriglieri ceceni. Questa situazione perdurò sino al 16 agosto, quando Shamil, messo in una posizione di estrema difficoltà, espresse il desiderio di negoziare coi russi; Grabbe gli chiese di sottomettersi al governo russo e, in segno di umiltà, di dare in ostaggio suo figlio, ma Shamil rispose in modo tale che i negoziati furono immediatamente interrotti. Il 17 agosto, per ordine di Grabbe, venne lanciato un nuovo assalto ad Achul'go; dopo diverse azioni delle truppe russe, Shamil venne costretto alla resa ed inviò suo figlio Dzhemal-Eddin a negoziare la resa della fortezza col generale Grabbe. I negoziati si svolsero nel tempo di 4 giorni, principalmente per il fatto che Shamil non desiderava sottomettersi ai suoi nemici sulla base delle condizioni da loro stabilite; le trattative furono nuovamente interrotte e il 21 agosto venne compiuto dai russi un nuovo assalto ad Achul'go. I murid resistettero per tutto il giorno, ma lasciarono infine la città ed il giorno successivo Grabbe ordinò di occupare l'ultima roccaforte di Shamil, posta nella parte vecchia della città di Achul'go; ne seguì una battaglia disperata che coinvolse anche le donne della città in uno scontro all'ultimo sangue. Nessun guerrigliero rimase in città, dal momento che tutti vennero uccisi o riuscirono a fuggire e Shamil si diede alla macchia con questi ultimi. Per la riuscita di quest'operazione, Grabbe venne insignito il 5 settembre 1839 dell'Ordine di Sant'Aleksandr Nevsky.
Dopo aver preso Achul'go, Grabbe ordinò alle proprie truppe di riprendere la campagna militare per il controllo dell'intera regione e pertanto trasferì i suoi uomini verso il villaggio di Gimry e da lì a Temir-khan-Shura, intorno al quale si accamparono. L'esercito russo era molto esausto dalla campagna militare combattuta e dal pesante assalto ad Achul'go, il che in parte può spiegare i successivi fallimenti di Grabbe. Considerata la sua spedizione come completata, Grabbe decise di sciogliere il distaccamento, ma sapeva che il Daghestan era ancora infestato dai combattenti di Shamil e dalla popolazione generalmente ostile ai russi. I russi riuscirono a fatica a conquistare il villaggio fortificato di Čirkeev dove incontrarono una notevole resistenza. Successivamente penetrò nella fortezza di Vnepnaja il 18 settembre.
Si portò quindi nella Piccola Cecenia con l'intento di catturare Shamil.
Per il 1841 elaborò un nuovo piano per le operazioni da condurre nel Caucaso. Shamil, infatti, dopo aver saccheggiato diversi insediamenti militari e sconfitto le truppe russe, apparve sulle alture di Chubar, e Grabbe partì col suo distaccamento dalla fortezza di Vnezapnaya, unito al distaccamento del generale Golovinnei nei pressi del villaggio di Ipčke, attaccando il 15 maggio la posizione fortificata di Shamil sulle alture di Chubar, riuscendo a catturarla senza perdite particolarmente pesanti. Successivamente, Grabbe trasferì il suo distaccamento a Chirkey, i cui abitanti, appresa la sconfitta di Shamil, fuggirono. L'area, per ordine di Grabbe, venne immediatamente occupato dalle truppe russe. Il 20 maggio si trasferì a Lukh per inseguire Shamil che ivi si era rifugiato. Dopo aver devastato il villaggio di Djljm e aver resistito a diverse scaramucce contro gruppi di nemici, Grabbe fece rotta verso nord tornando a Groznaja entro la fine di maggio. Alla fine di giugno, Grabbe radunò nuovamente il suo distaccamento e risalì l'Argun' sino al villaggio di Chah-Keri, dove intendeva costruire una fortificazione, rassegnandosi però ad abbandonare tale progetto dopo aver mappato attentamente la zona; di conseguenza, Grabbe trasferì il suo distaccamento a Sunža, dove iniziò a costruire fortificazioni nei pressi di Kazak-Kiču e Zakan-Jurt e intraprendendo una nuova spedizione militare nella Piccola Cecenia, distruggendo scorte alimentari raccolte dagli abitanti locali per sostenere le truppe di Shamil. Il 1º ottobre, tornando a Gerzel-aul, le truppe russe vennero destinate ai quartieri invernali. Non appena Grabbe sciolse il suo esercito, Shamil riapparve in Cecenia, riuscì a trovare nuovi alleati per la sua causa e compì diverse incursioni di successo nelle fortezze russe, rafforzando nuovamente la sua influenza.
Nel 1842 Grabbe si recò personalmente a San Pietroburgo per ottenere l'approvazione di un nuovo piano che consisteva nell'impossessarsi della residenza dell'imam in Cecenia, minandone le risorse materiali ed il prestigio e allo stesso tempo compromettendo il morale degli abitanti della zona. Pur col suo obbiettivo in mente, Grabbe sapeva bene che attraversare le foreste della Cecenia in piena estate fosse un'operazione estremamente pericolosa, ma oltre alle circostanze sfavorevoli i preparativi di una spedizione di così vasta portata trascinarono il tutto sino agli ultimi giorni del mese di maggio, tempo che Shamil sfruttò per radunare i suoi guerriglieri in Cecenia e impegnare sul campo uno dei suoi migliori naib, Mullah Shuaiba. Grabbe, ad ogni modo, non rinunciò alle sue intenzioni e, dopo aver radunato altri tre battaglioni con parte dell'artiglieria del reggimento del Daghestan, il 30 maggio risalì la gola del fiume Aksai, con 10.000 soldati, 24 cannoni ed un enorme convoglio di rifornimenti che si estendeva per diversi chilometri e richiedeva quasi metà del suo distaccamento militare per una corretta copertura, rivelando in realtà una certa debolezza poi nei combattimenti. Il primo giorno Grabbe percorse solo 11 chilometri; a complicare le cose, il 31 maggio ebbe inizio una pioggia torrenziale in tutta l'area che andò a compromettere il terreno, come pure la presenza di guerriglieri lungo il percorso; dopo altri 20 chilometri, Grabbe venne costretto a fermarsi in una radura perché rimasto senz'acqua. Il giorno dopo il numero dei nemici attorno alle sue posizioni crebbe di diverse migliaia di unità, mentre Grabbe aveva già qualche centinaio di feriti da curare. Per questo motivo, la notte del 2 giugno, Grabbe ordinò una ritirata strategica lungo la stessa strada. I ceceni, vista la situazione critica del distaccamento russo, lo attaccarono da ogni parte possibile, non riuscendo comunque a sconfiggerlo. Infine, il 4 giugno, Grabbe guidò il suo distaccamento di uomini all'ingresso della città di Gerzel-aul, avendo perso nel percorso 60 ufficiali e 1700 uomini oltre ad aver esaurito quasi tutte le vettovaglie.
Grabbe, rifornitosi, apprese che Shamil aveva intenzione di invadere Avaria, e per questo si precipitò nel Daghestan, inviando i battaglioni meno colpiti e 8 cannoni a Temir-khan-Shura, suo fedele alleato. Da qui guidò un distaccamento ad Avaria e alla fine di giugno giunse al villaggio di Catanicha con forze pari a 11 battaglioni, 600 cavalieri e 20 cannoni. Da qui, Grabbe si recò nel villaggio di Igali, con l'intenzione di predisporvi un attraversamento fortificato e garantirsi così il possesso di entrambe le sponde del Kojsu. Quando gli abitanti di Igali, vedendo le truppe russe, bruciarono le loro case e, insieme ai murid di Shamil, si accamparono nei campi circostanti, Grabbe lanciò un attacco contro di loro e, dopo un'accesa battaglia nella quale perse 6 ufficiali e 231 uomini, riuscì finalmente ad occupare il villaggio. Una più stretta conoscenza della zona convinse Grabbe che non sarebbe stato possibile stabilirsi a Igali in maniera permanente a causa della mancanza d'acqua nella regione, motivo per il quale il 29 giugno, di notte, ritirò le truppe verso Catanicha. Quindi Grabbe diresse il suo distaccamento di uomini alla costruzione della cittadella di Chunzach e alla fortificazione del Kurinskij, sull'altopiano del Kumyk, vicino al villaggio devastato di Ojsungur. Grabbe, a quel punto, decise di lasciare il Caucaso, destituito dal grado di comandante delle truppe del Caucaso settentrionale col grado di aiutante generale.

### La rivoluzione ungherese
Fino all'autunno del 1847, Pavel Grabbe visse nella sua tenuta di Timčicha, presso il villaggio di Bolotnica, nel distretto di Pryluky, del governatorato di Poltava con la sua famiglia. Nel 1849 Grabbe venne richiamato in attività come comandante del distaccamento speciale inviato nell'Ungheria settentrionale per proteggere la Galizia e liberarla dalla presenza di rivoltosi. Ancora una volta Grabbe partì coi suoi uomini nel 1849 ed il 5 giugno raggiunse Dolný Kubín da dove fece partire gruppi di cosacchi nelle aree circostanti. Il 10 giugno Grabbe, col reggimento di fanteria di Nižnyj Novgorod e con quattrocento cosacchi al suo comando, condusse nuove ricerche lungo le sponde del fiume Arva, e per ordine dello stesso Grabbe vennero distrutti dei blocchi di pietra costruiti dagli ungheresi per impedire ai russi un agile movimento delle loro truppe; durante questa campagna, Grabbe sconfisse i rivoltosi ungheresi a Saint-Marton ed occupò le città di Kremnica, Banská Štiavnica, Banská Bystrica e Zvolen. Il 13 giugno, dopo essersi trasferito a Liptovský Mikuláš e non aver incontrato resistenza lungo il percorso, Grabbe tornò nuovamente a Dolný Kubín il 17 giugno. Dopo aver ricevuto l'ordine di attaccare dal governo, Grabbe partì nuovamente il 20 giugno da Dolný Kubín e giunse a Kerset, dove all'epoca si trovava un importante distaccamento ungherese, che egli occupò senza quasi dover combattere. Il 5 luglio successivo Grabbe partì da Kerset e trasferì i suoi uomini a Balassagyarmat per inseguire l'esercito di patriota Artúr Görgei. Giunto il 7 luglio nel villaggio di Suchan, avendo appreso che Balassagyarmat era già stato occupato dalle truppe russe, tornò a Zvolen; lasciò sul posto parte del proprio distaccamento e si spostò verso Miskolc dove giunse il 15 luglio. Quindi Grabbe ricevette l'ordine di marciare sulla città di Tokai e di attaccare il locale distaccamento guidato dal generale Osten-Saken. Con questo nuovo compito, Grabbe partì il 16 luglio nella direzione indicata ed a Gestel si scontrò con l'intera armata di Görgei. Dopo un feroce combattimento, Grabbe fu costretto alla ritirata; convinto della superiorità delle forze nemiche, ritirò le sue truppe e le collocò tra il villaggio di Onga e quello di Miskolc. Ben presto, Grabbe ricevette l'ordine di unire le proprie forze con le truppe del IV corpo d'armata russo operante nell'area, attraversando quindi il fiume Sajó. Temendo ad ogni modo di venire circondato dai  nemici, sfruttando il favore della notte si ritirò a Putnok. Il 21 luglio, Grabbe, dopo aver ricevuto segnalazione di una ripresa di attività dei ribelli in Slovacchia (area di Orava, Liptov e Turec), si portò coi suoi uomini a Lošonec, dove giunse il 26 luglio. Anche in questo caso come nel Caucaso incontrò l'opposizione dei locali che misero a ferro e fuoco diverse parti del villaggio. Il 28 luglio, continuando la campagna militare, Grabbe entrò a Zvolen. Formando piccole squadre, Grabbe si dedicò nuovamente alla cattura degli insorti e si diresse nel contempo verso Banská Bystrica. Il 10 agosto ricevette l'ordine di assistere le truppe austriache nell'area e per questo si portò verso il fiume Gron dove fece accampare i suoi soldati. Il 23 agosto Grabbe trasferì il suo distaccamento in direzione della fortezza di Komárno, tra il fiume Nitra e il Danubio. Il 15 settembre l'area si arrese agli austro-russi ed il 19 settembre Grabbe prese la decisione di spostare ulteriormente i suoi uomini verso l'interno del territorio imperiale.

### Gli ultimi anni

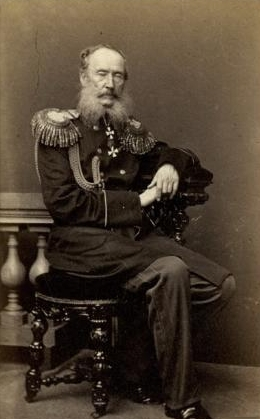
Pavel Grabbe in una fotografia del 1865

Nel 1853 Grabbe venne coinvolto nel noto caso del consigliere Aleksandr Gavrilovic Politkovskj, accusato di appropriazione indebita assieme a molti altri membri di governo. Con decisione del tribunale russo, Grabbe venne inizialmente condannato a tre mesi di carcere per "negligenza nei suoi doveri", ma successivamente venne assolto da ogni colpa. Il 20 marzo 1854 venne nominato comandante in capo alle truppe della fortezza di Kronštadt e subito dopo delle truppe russe in Estonia.
Dal 1858 al 1862, Pavel Grabbe visse perlopiù nella sua tenuta di Timčicha con le figlie Ol'ga ed Ekaterina. Il 13 settembre 1862 venne richiamato per ricoprire un importante incarico militare ed amministrativo, quello di atamano dei cosacchi del Don, in sostituzione del deposto generale M. G. Chomutov. Col suo atteggiamento benevolo nei confronti dei cosacchi, Grabbe riuscì a farsi benvolere da subito, anche in virtù dei successi militari che lo avevano spesso visto collaborare positivamente con la cavalleria cosacca. Rimase in tale carica sino al 1866 quando lo zar lo elevò al titolo di conte e lo volle nel consiglio di stato.
Per tutta la sua vita (sin dal 1805) Grabbe tenne sempre un diario, appunti di grande interesse storico per le vicende che lo interessarono, coprendo il regno di tre diversi zar nel corso del XIX secolo, descrivendo accuratamente le guerre e gli scontri dei quali fu partecipe e caratterizzandone i personaggi più noti. Queste note rivelano il grande talento artistico di Grabbe e la sua poliedrica formazione dal momento che riportò anche notizie di letteratura, scienza e politica locale, nazionale e internazionale. Purtroppo l'aggiornamento di questo diario non fu quotidiano, anzi spesso venne interrotto per degli anni. A questo si aggiunse il fatto che gli anni dal 1813 al 1830 vennero sequestrati dal governo russo durante il periodo del suo arresto. I suoi diari sono oggi conservati presso l'Archivio Nazionale Russo.
Pavel Grabbe morì il 15 luglio 1875 nella sua tenuta di Timčicha, nel governatorato di Poltava (ora villaggio di Hrabščina, distretto di Talalaevskij, oblast' di Černihiv).

## Matrimoni e figli
In prime nozze, nel 1825, Grabbe si sposò con Vera Michajlovna Skoropadskaja (1801-1828), figlia del colonnello Michail Jakovlevič Skoropadskij (1764-1810). La  moglie però morì tre anni dopo il matrimonio. La coppia ebbe un solo figlio, Nikolaj, morto ad appena due mesi di vita.
Nel 1830, Grabbe si risposò con Ekaterina Evstafjevna Rolle (morta nel 1851), figlia di un dottore in medicina della Bessarabia, che il generale incontrò a Iasi. Secondo il ritratto che ne fecero diversi scrittori contemporanei, era bassa, dai capelli neri, bruna, con caratteristiche fisiche simili a quelle che si trovano su cammei greci antichi. Ebbe col marito una relazione non sempre facile e spesso era solita tradirlo durante le sue assenze. Il 21 agosto 1851 si suicidò sparandosi con una pistola. La coppia ebbe  i seguenti figli:
- Sof'ja, sposò Ivan Petrovič Mosolov
- Ol'ga, morta in giovane età
- Nikolaj (1832 - 1896), tenente generale, prese parte alla guerra del Caucaso al seguito del padre.
- Michail (1834 - 1877), maggiore generale, prese parte alla guerra del Caucaso ed a quella russo-turca; morì durante l'assedio di Kars.
- Aleksandr (1838-1863), capitano di stato maggiore, prese parte alla guerra del Caucaso al seguito del padre ed alla repressione della rivolta polacca del 1863-1864; morì per le ferite riportate nella battaglia di Sendzejowice.
- Ekaterina (1839-27 marzo 1888), sposò il barone Aleksandr Pavel von Vietinghoff (1836-1896), morì di polmonite.
- Vladimir (1843-1893), maggiore generale